# Neptuniet
Het mineraal neptuniet is een zeer zeldzaam kalium-natrium-lithium-titanium-nesosilicaat, met de chemische formule KNa2Li(Fe2+,Mn2+)2Ti2Si8O24.

## Naamgeving en ontdekking
Neptuniet is genoemd naar de Romeinse god Neptunus. Anders dan de naam doet vermoeden, bevat het mineraal geen neptunium. Het werd in 1893 ontdekt in Groenland.

## Eigenschappen
Het zwartbruine tot dieprode neptuniet heeft een monoklien kristalstelsel. De kristallen zijn prismatisch of tabulair en zijn meestal zeer mooi gevormd (euhedrisch). Het breukvlak is conchoïdaal (schelpvormig) en heeft een goede splijting volgens het breukvlak [110]. De hardheid is 5 tot 6 op de schaal van Mohs en de relatieve dichtheid bedraagt ongeveer 3,20 g/cm³.
Het mineraal is noch magnetisch, noch radioactief. Het vertoont wel piëzo-elektrische eigenschappen.

## Ontstaan en herkomst
Neptuniet is een begeleidend mineraal, wat betekent dat het een klein onderdeel vormt van enkele stollingsgesteenten die door vulkanische activiteit onder het aardoppervlak zijn ontstaan. Neptuniet wordt vaak samen gevonden met serpentiniet, benitoiet, joaquiniet en natroliet.
Neptuniet wordt naast Groenland, ook aangetroffen in San Benito County in Californië (Verenigde Staten), in de provincie Quebec (Canada) en op het Russische schiereiland Kola.

## Kenmerken
Neptuniet is een zeldzaam mineraal, dat een vrij complexe kristalstructuur bezit. Neptunietkristallen zijn veelal prismatisch en gewoonlijk vierkant in dwarsdoorsnede. Ze bezitten een zeer onregelmatige symmetrie en vaak hebben de kristalassen een verschillende lengte; vandaar de monokliene kristalstructuur. Het is onoplosbaar in zoutzuur en wanneer het in een vlam wordt gehouden smelt het niet, maar worden er zwarte bolletjes gevormd.